# Kálmán Kánya
Kálmán Kánya, född 7 november 1869, död 3 februari 1945, var en ungersk diplomat och politiker. 
Kálmán de Kánya började sin karriär 1892 i Habsburgsmonarkins tjänst, innehade olika poster vid konsulat och beskickningar till 1905, då han placerades i utrikesministeriet i Wien. Kánya blev 1909 chef för pressavdelningen, var 1914–1918 sändebud i Mexiko och återvände efter dubbelmonarkins sprängning till Ungern. Han var generalsekreterare i ungerska utrikesministeriet 1921–1925, minister i Tyskland 1925–1932 och utrikesminister 1933–1938. Kánya avgick några veckor efter skiljedomen i Wien.